# Szakata Sóicsi
Szakata Sóicsi (坂田 昌, Hirosima, 1911. január 18. – Nagoja, 1970. október 16.) japán részecskefizikus volt, aki a hadronok belső szerkezetére vonatkozó első modellt megalkotta, amely  előképe lett Murray Gell-Mann és George Zweig kvarkmodelljének.

## Élete
Apja Szakata Mikita, egy buddhista pap fia volt, aki a Hirosima melletti belső tenger egyik szigetének egyik falujából származott. Anyját Ocuka Tacuének hívták. Sóicsi volt szülei öt fiú-, és egy leánygyermeke közül a legidősebb. Fia születésekor apja Kacura Taró miniszterelnök titkára volt, aki Szakata Sóicsi keresztapja lett. Apja gyorsan emelkedett a ranglétrán, kétszer is kinevezték egy prefektúra kormányzójává, majd 1919-ben a Sikoku szigetén levő Takamacu polgármesterévé választották. 40 éves korában visszavonult a politikai élettől és Kóbe környékén lett sikeres üzletember. Sóicsi anyai nagyapja, Ocuka Micugu, Honsú szigetén Ibaraki prefektúra kormányzója volt.
Szakata Sóicsi három évig Takamacuban járt elemi iskolába, további tanulmányait Kóbéban végezte a Kónan középiskolában, amely a mai Kónan Egyetem jogelődje volt. Tizenhat éves korában tagja lett az eszperantista klubnak. Ott ismerkedett meg Kató Tadasival, aki később Engels és Lenin műveinek fordítója lett. Nézetei egész életére befolyásolták.
A Kónan középiskolában természettudományt is tanult, ahol egyik tanára Arakacu Bunszaku, japán úttörő kísérleti fizikusa volt. Itt ismerkedett meg Max Planck, Henri Poincaré és Isivara Dzsun munkáival. Levelezett Isivarával, ami segítette elhatározásában, hogy fizikus legyen. 1929-ben érettségizett.
1939-ben feleségül vette Kakiucsi Nobukót, a Tokiói Egyetem egyik biokémia-professzorának lányát. A háború alatt a japán tudományos élet izolálódott a világtól, csak a Szovjetunión keresztül jutottak hozzá néhány külföldi folyóirathoz. 1943–46 között a japán tudományos folyóiratok kiadása is szünetelt.

## Tudományos pályafutása
Érettségi után először a Tokiói Császári Egyetem fizikakurzusát látogatta, ahol megismerte Nisina Josiót, aki 1928-ban tért haza nyolc évnyi külföldi tartózkodás után, amelyből hatot a Niels Bohr Intézetben töltött a Koppenhágai Egyetemen. 1932-ben a Kiotói Császári Egyetemre iratkozott be, ahol Jukava Hideki előadásait hallgatta, majd az ő irányításával írta meg 1933-ban diplomamunkáját, amely az atommag Werner Heisenberg-féle elméletével foglalkozott. Ezután egy évig a tokiói RIKEN-ben (Fizikai és Kémiai Kutatások Intézete) dolgozott Nisina laboratóriumában, ahol Tomonaga Sinicsiró is a munkatársa volt.
Jukavát 1934-ben kinevezték előadónak az Oszakai Császári Egyetemen, ahol Szakata lett az asszisztense. Ebben az évben alkotta meg Jukava az erős kölcsönhatás mezonelméletét, amelyet Jukava és Szakata 1935-ben alkalmaztak a K-befogás elméleti megjóslására, amelyet később  Luis Alvarez igazolt kísérletileg.
Szakata 1939-ben a Kiotói Egyetemen lett instruktor, ahol Jukavát éppen kinevezték az elméleti fizikai tanszék vezetőjének. 1941-ben itt nyerte el a PhD fokozatot. 1942-ben professzornak nevezték ki a Nagojai Egyetemen, amely állást haláláig meg is tartotta. Az 1930-as évek végén és az 1940-es években az erős kölcsönhatás mezonelméletével foglalkozott.
1949-ben Enrico Fermi és Jang Csen-ning rámutatott, hogy a pionokat tekinthetjük nukleonok és antinukleonok kötött állapotainak. Ezt továbbgondolva Szakata 1955-ben bemutatta saját modelljét, amelyben a barionok, beleértve az újonnan felfedezett ritka barionokat is a proton, a neutron és a lambda hiperon kötött állapotai voltak egy SU(3)-szimmetria kewretében. Modellje Murray Gell-Mann és George Zweig 1964-es kvarkmodelljének az előképe volt. Az 1960-as években Szakata figyelme a leptonok és hadronok egyesítet elméletei felé fordult.